# Sondel
Sondel est un village de la commune néerlandaise de De Fryske Marren, situé dans la province de Frise. 

## Géographie
Le village est situé dans le sud de la commune, sur la rive de l'IJsselmeer, à 16 km au sud-ouest de Joure.

## Histoire
Sondel est un village de la commune de Gaasterlân-Sleat avant le 1er janvier 2014, date à laquelle celle-ci fusionne avec Lemsterland et Skarsterlân pour former la nouvelle commune de De Friese Meren, devenue De Fryske Marren en 2015.

## Démographie
Le 1er janvier 2018, le village comptait 400 habitants.